# Großsteingrab Laer
Das Großsteingrab Laer  (auch als Düvelstein, „Teufelstein“, bezeichnet) ist eine stark zerstörte Grabanlage der jungsteinzeitlichen Trichterbecherkultur (TBK) nahe der Gemeinde Bad Laer im Landkreis Osnabrück, Niedersachsen.

## Lage
Das Grab befindet sich etwa drei Kilometer nordwestlich von Laer bei Vogelsang an der Straße Zum Teufelsstein.

## Beschreibung

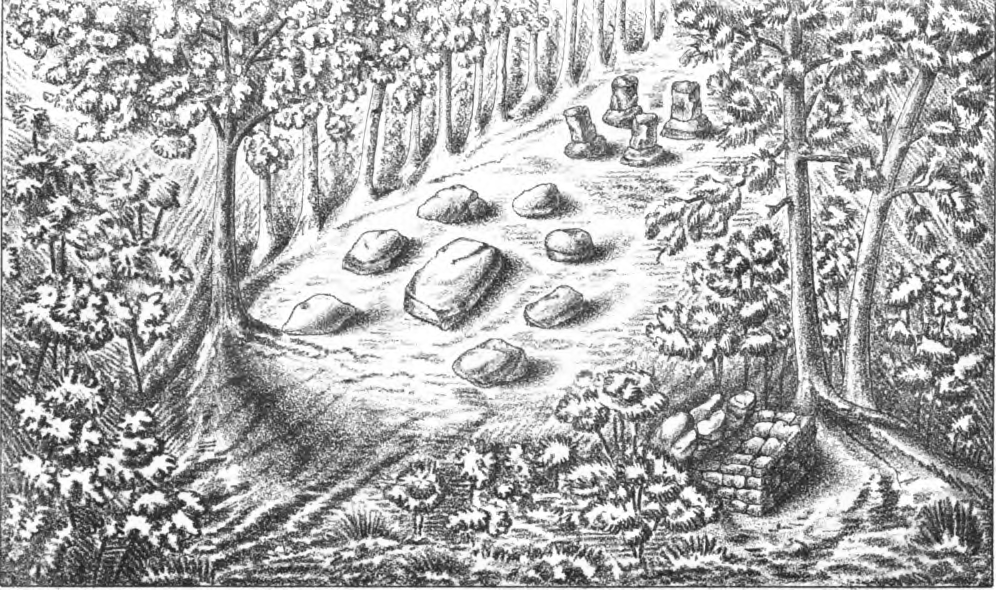
Nach mündlichen Angaben angefertigte Rekonstruktionszeichnung des Grabes von Jostes und Effmann

Von der Anlage existiert heute nur noch der Rest einer Hügelschüttung. Steine sind nicht mehr vorhanden, allerdings kann ein in einem ehemaligen Schweinekoben verbauter Stein als ursprünglich von hier kommend identifiziert werden. In den 1850er Jahren scheinen noch mehrere Steine vorhanden gewesen zu sein. F. Jostes und W. Effmann veröffentlichten 1888 eine Beschreibung und Rekonstruktionszeichnung des bereits damals zerstörten Grabes. Demnach gruppierten sich sieben kleinere Steine hufeisenförmig um einen Größeren. Westlich davon sollen sich Säulen befunden haben, bestehend aus aufrecht stehenden Steinen mit je einem Unterlegstein. Diese für Großsteingräber recht ungewöhnliche Konstruktion basiert aber ausschließlich auf den mündlichen Angaben eines ansässigen Bauern und gibt letztlich nur wenig Aufschluss über das tatsächliche ursprüngliche Aussehen des Grabes.
Jostes und Effmann führten am Hügel Grabungen durch. Im Bereich der eigentlichen Grabkammer blieb ihre Suche ergebnislos. Am Südhang hingegen stießen sie auf die Scherben einiger sehr schlecht erhaltener Urnen.

## Das Großsteingrab in regionalen Sagen
Einer Sage nach soll es sich bei den Resten des Grabes um eine heidnische Kirche gehandelt haben, die vom Teufel errichtet wurde. Daher stammt der Name „Düvelstein(e)“ („Teufelsteine“). Von dieser Kirche sollen einst auch Mauern vorhanden gewesen sein. Nach Jostes und Effmann hat der Bauer, der in den 1850er Jahren die letzten Steine entfernte, allerdings keine Mauerreste ausmachen können.